# Qianzhousaurus sinensis
Qianzhousaurus sinensis es la única especie conocida del género extinto Qianzhousaurus de dinosaurio terópodo tiranosáurido, que vivió a finales del período Cretácico, hace aproximadamente 67 millones de años, durante el Maastrichtiense, en lo que es hoy Asia.

## Descripción

Qianzhousaurus en azul comparado con los otros miembros de Alioramini.

Qianzhousaurus era un tiranosáurido de tamaño mediano que se estima que medía 6,30 metros de largo y 757 kilogramos de peso. El taxón se puede diferenciar de otros tiranosáuridos por tener un premaxilar muy estrecho, una abertura neumática en la extensión superior del maxilar y la falta de una estructura vertical en forma de cresta en la superficie lateral del ilion.
A diferencia de los tiranosáuridos más "tradicionales", que tenían mandíbulas prominentes y profundas y dientes gruesos, Qianzhousaurus tenía un hocico particularmente alargado, con dientes estrechos, cuando se restauraron. El espécimen de holotipo es notablemente más grande y más maduro que los holotipos de ambas especies de Alioramus, sin embargo, dado que algunas suturas entre las vértebras cervicales y dorsales están parcialmente fusionadas, el holotipo era un animal inmaduro, probablemente un sub-adulto. Qianzhousaurus era un animal de patas largas con un fémur de 700 milímetros de largo y una tibia de 760 milímetros de largo.

## Descubrimiento e investigación

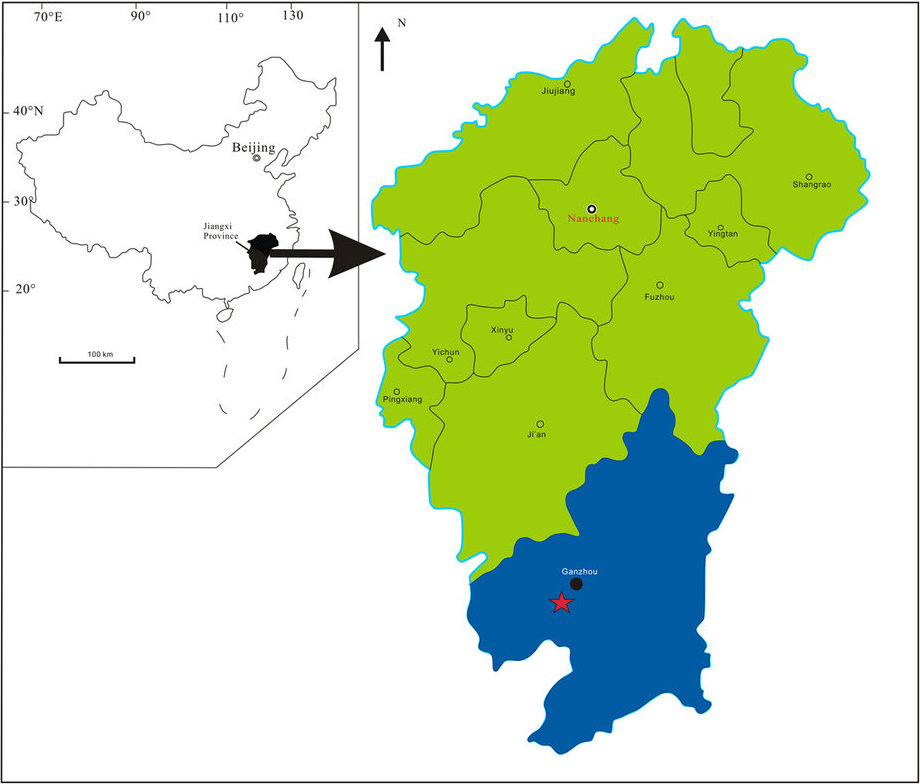
Mapa que muestra la localidad de la ciudad de Ganzhou, región donde se descubrió el holotipo.

La  especie tipo y única especie es Q. sinensis encontrada cerca de Ganzhou, en el sudeste de China. Junto a Alioramus forma un clado asiático de tiranosaurios de hocico alargado. Apodado "Pinocho rex" debido a su largado hocico en comparación con otros tiranosauroideos conocidos, fue descrito y nombrado originalmente en la revista Nature Communications en mayo de 2014.
 Aparte de su hocico característico, poseía dientes largos y estrechos, mientras que los tiranosáuridos clásicos como Tyrannosaurus rex poseían dientes gruesos y poderosas mandíbulas relativamente más anchas y cortas. Los huesos fósiles fueron descubiertos por trabajadores en un sitio de construcción cerca a la ciudad de Ganzhou, quienes luego los llevaron a un museo local.
El espécimen holotipo, GM F10004, fue desenterrado de la Formación Nanxiong en el verano de 2010 durante la construcción de un parque industrial y fue descrito por primera vez por los paleontólogos Junchang Lü , Laiping Yi , Stephen L. Brusatte , Ling Yang , Hua Li y Liu Chen en la revista Nature Communications en 2014. El género se conoce a partir de un individuo subadulto parcial que consiste en un cráneo casi completo con la mandíbula inferior sin dientes, perdidos durante la fosilización, 9 vértebras cervicales, 3 vértebras dorsales, 18 vértebras caudales, ambas escapulocoracoides, ilion parcial y miembro posterior izquierdo que compromete fémur, tibia, peroné, astrágalo con calcáneo y metatarsianos III y IV. El nombre genérico, Qianzhousaurus , se refiere a Qianzhou, el  antiguo nombre de Ganzhou, donde se descubrieron los restos, y el nombre específico, sinensis , se deriva del griego Σῖναι, "sin", "sino", "sinai", en referencia a China. Los restos fósiles fueron descubiertos por trabajadores en un sitio de construcción cerca de la ciudad de Ganzhou, quienes luego los llevaron a un museo local.
Uno de los autores del estudio, el profesor Lü Junchang del Instituto de Geología de la Academia China de Ciencias Geológicas afirmó que "el nuevo descubrimiento es muy importante. Junto con Alioramus de Mongolia, este muestra que los tiranosáuridos de hocico largo estaban ampliamente distribuidos en Asia. Aunque solo estamos empezando a aprender sobre ellos, los tiranosaurios de hocico largo fueron aparentemente uno de los principales grupos de dinosaurios depredadores en Asia." La existencia de tiranosauroides de hocico largo se sospechaba desde hacía un tiempo debido a otros hallazgos fósiles poco conclusivos, que podían ser explicados como los juveniles de las especies de hocicos cortos, pero el coautor Stephen L. Brusatte de la Universidad de Edimburgo reveló que el hallazgo "nos dice de manera inequívoca que estos tiranosaurios de hocico largo eran algo real. Ellos eran una raza diferente, viviendo justo al final de la era de los dinosaurios."

## Clasificación
El descubrimiento de Qianzhousaurus llevó a nombrar una nueva rama de la familia Tyrannosauridae, consistente en Q. sinensis y las dos especies conocidas de Alioramus. Este clado, conocido como Alioramini, tiene una posición filogenética incierta con respecto a otros miembros de la familia de los tiranosáuridos en el análisis inicial publicado junto con la descripción inicial de la especie. El primer análisis filogenético encontró que Alioramini sería un grupo más cercano a Tyrannosaurus que a Albertosaurus, y por lo tanto un miembro del grupo Tyrannosaurinae. Sin embargo, un segundo análisis en el mismo artículo encontró que se ubicaría por fuera del clado que incluye a Albertosaurinae y a Tyrannosaurinae, y por lo tanto sería el grupo hermano de Tyrannosauridae.

### Filogenia

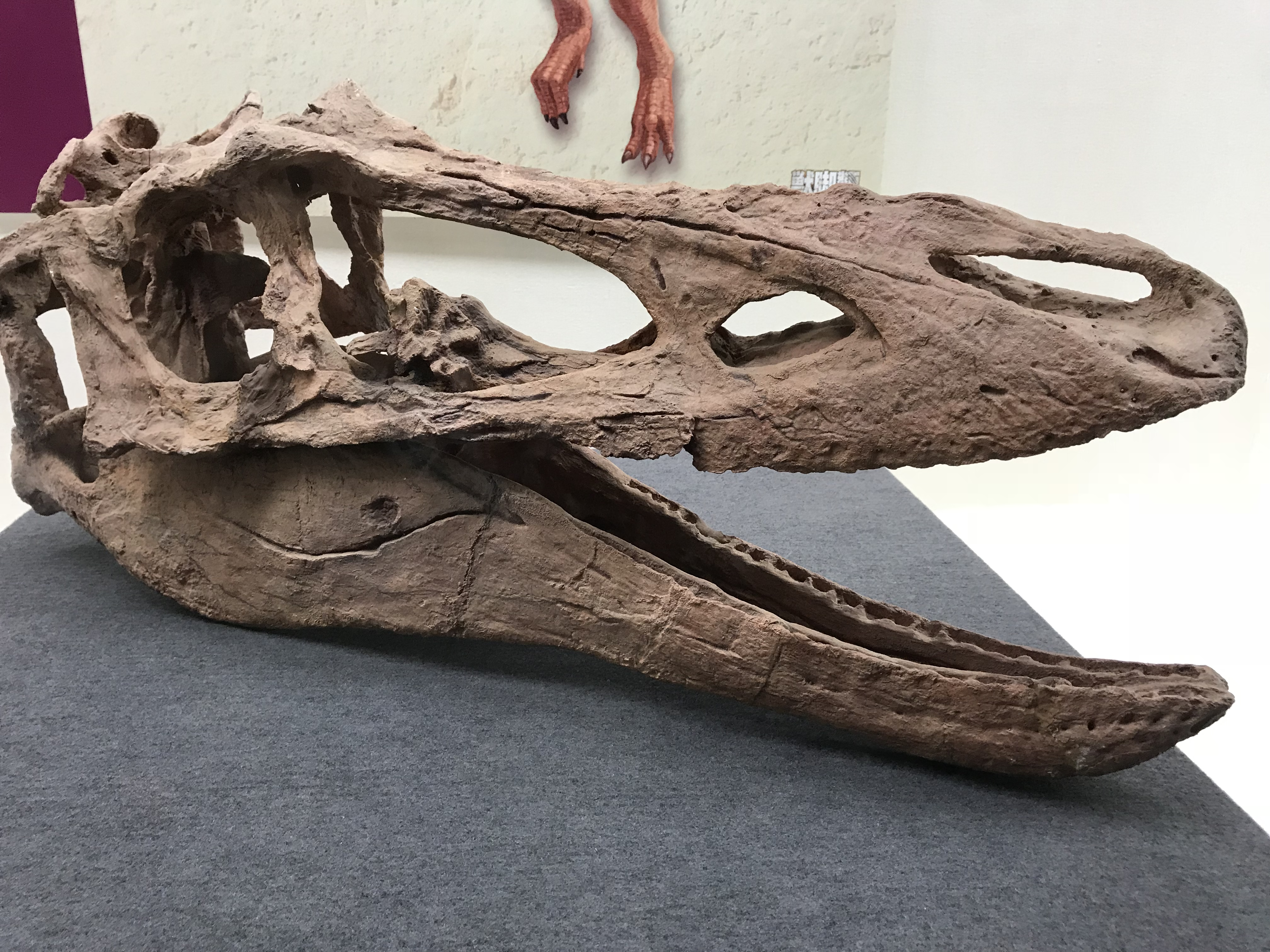
Molde de cráneo restaurado en Japón.

A continuación se encuentra un cladograma basado en el análisis de los autores.

|  | Gorgosaurus   |
|  |               |
|  | Albertosaurus |
|  |               |

|  | Qianzhousaurus    |
|  |                   |
|  | Alioramus altai   |
|  |                   |
|  | Alioramus remotus |
|  |                   |

|  | Daspletosaurus                                                |
|  |                                                               |
|  | \| \| Tyrannosaurus \| \| \| \| \| \| Tarbosaurus \| \| \| \| |
|  |                                                               |
|  | Tyrannosaurus                                                 |
|  |                                                               |
|  | Tarbosaurus                                                   |
|  |                                                               |

|  | Tyrannosaurus |
|  |               |
|  | Tarbosaurus   |
|  |               |

|  | Daspletosaurus                                                |
|  |                                                               |
|  | \| \| Tyrannosaurus \| \| \| \| \| \| Tarbosaurus \| \| \| \| |
|  |                                                               |
|  | Tyrannosaurus                                                 |
|  |                                                               |
|  | Tarbosaurus                                                   |
|  |                                                               |

|  | Tyrannosaurus |
|  |               |
|  | Tarbosaurus   |
|  |               |

|  | Qianzhousaurus    |
|  |                   |
|  | Alioramus altai   |
|  |                   |
|  | Alioramus remotus |
|  |                   |

|  | Daspletosaurus                                                |
|  |                                                               |
|  | \| \| Tyrannosaurus \| \| \| \| \| \| Tarbosaurus \| \| \| \| |
|  |                                                               |
|  | Tyrannosaurus                                                 |
|  |                                                               |
|  | Tarbosaurus                                                   |
|  |                                                               |

|  | Tyrannosaurus |
|  |               |
|  | Tarbosaurus   |
|  |               |

|  | Daspletosaurus                                                |
|  |                                                               |
|  | \| \| Tyrannosaurus \| \| \| \| \| \| Tarbosaurus \| \| \| \| |
|  |                                                               |
|  | Tyrannosaurus                                                 |
|  |                                                               |
|  | Tarbosaurus                                                   |
|  |                                                               |

|  | Tyrannosaurus |
|  |               |
|  | Tarbosaurus   |
|  |               |

|  | Gorgosaurus   |
|  |               |
|  | Albertosaurus |
|  |               |

|  | Qianzhousaurus    |
|  |                   |
|  | Alioramus altai   |
|  |                   |
|  | Alioramus remotus |
|  |                   |

|  | Daspletosaurus                                                |
|  |                                                               |
|  | \| \| Tyrannosaurus \| \| \| \| \| \| Tarbosaurus \| \| \| \| |
|  |                                                               |
|  | Tyrannosaurus                                                 |
|  |                                                               |
|  | Tarbosaurus                                                   |
|  |                                                               |

|  | Tyrannosaurus |
|  |               |
|  | Tarbosaurus   |
|  |               |

|  | Daspletosaurus                                                |
|  |                                                               |
|  | \| \| Tyrannosaurus \| \| \| \| \| \| Tarbosaurus \| \| \| \| |
|  |                                                               |
|  | Tyrannosaurus                                                 |
|  |                                                               |
|  | Tarbosaurus                                                   |
|  |                                                               |

|  | Tyrannosaurus |
|  |               |
|  | Tarbosaurus   |
|  |               |

|  | Qianzhousaurus    |
|  |                   |
|  | Alioramus altai   |
|  |                   |
|  | Alioramus remotus |
|  |                   |

|  | Daspletosaurus                                                |
|  |                                                               |
|  | \| \| Tyrannosaurus \| \| \| \| \| \| Tarbosaurus \| \| \| \| |
|  |                                                               |
|  | Tyrannosaurus                                                 |
|  |                                                               |
|  | Tarbosaurus                                                   |
|  |                                                               |

|  | Tyrannosaurus |
|  |               |
|  | Tarbosaurus   |
|  |               |

|  | Daspletosaurus                                                |
|  |                                                               |
|  | \| \| Tyrannosaurus \| \| \| \| \| \| Tarbosaurus \| \| \| \| |
|  |                                                               |
|  | Tyrannosaurus                                                 |
|  |                                                               |
|  | Tarbosaurus                                                   |
|  |                                                               |

|  | Tyrannosaurus |
|  |               |
|  | Tarbosaurus   |
|  |               |